# Кочета Распа (Алесандрија)
Кочета Распа је насеље у Италији у округу Алесандрија, региону Пијемонт.
Према процени из 2011. у насељу је живело 70 становника. Насеље се налази на надморској висини од 77 м.